# ヤナギモ
ヤナギモ (Potamogeton oxyphyllus) は、ヒルムシロ科ヒルムシロ属の水草。ヤナギのような沈水葉を持つことから、この和名が付けられた。

## 分布
日本などの東アジアに分布する。河川や水路でみられるほか、稀にため池でも生育している。

## 形態、生態
常緑性の多年生沈水植物。茎は水中に這い、密に分枝する。葉は線形葉で、長さ5-16mm、幅2-5mm、葉柄はない。
花期は6-10月、他のヒルムシロ属植物と同様の穂状花序をもち、水上に花茎を突き出して開花する。花茎は2-5cm、花穂は6-12mm。また殖芽を形成して、無性的に繁殖することもある。

## 雑種
ヤナギモはホソバミズヒキモなど、ヒルムシロ属の他種と種間雑種を作ることが多い。知られている雑種には以下のようなものがある。
- アイノコイトモ (Potamogeton x orientalis Hagstr.) - ヤナギモとイトモの種間雑種とされる[3]。
- アイノコセンニンモ (Potamogeton x kyushuensis Kadono et Wiegleb.) - ヤナギモとセンニンモの種間雑種[4]。
- オオミズヒキモ (Potamogeton x kamogawaensis Miki) - ヤナギモとホソバミズヒキモの種間雑種[4]。カモガワモとも。
- サンネンモ (Potamogeton x biwaensis Miki) - ヤナギモとササエビモの種間雑種。

## 利害
特に利用されない。